# 午後の死
午後の死（ごごのし）は、シャンパン・ベースのカクテルの名。

## 由来
ヘミングウェイ考案。自身の短編「午後の死」の名を取って名づけたとされる。英語名そのままの「デス・イン・ジ・アフタヌーン」（Death in the Afternoon）とも、或いは「ヘミングウェイ・カクテル」とも呼ばれる。

## 標準的なレシピ
- シャンパン（ヘミングウェイの指定によるとマムズのもの） - 3/5
- ペルノー - 2/5

元々は、黒色火薬をシャンパンで割ったものだったが、余りにも一般的でなかったため、後にアブサンを使用したものへと代わった。20世紀初頭、ヨーロッパの一部の国でアブサンが禁止になり、ペルノーで代用されるようになった。現在は、アブサンが禁止されていた国でも解禁されており、アブサンを使用するレシピが復活している。
- シャンパン（ヘミングウェイの指定によるとマムズのもの） - 3/5
- アブサン - 2/5

なお、ペルノーを使うレシピでもシャンパンとペルノーを 3:2 の割合でグラスに注ぐのではなく、ペルノーを45ml注いで適量のシャンパンでグラスを満たすレシピもある。
- ペルノー - 45ml
- シャンパン（ヘミングウェイの指定によるとマムズのもの） - 適量

## 作り方
シャンパン・グラスにペルノーを注ぎ、マムズを静かに加える。

## 備考
- シャンパン・ベースのカクテルの中では極めて度数が高い。ペルノーを45ml注いで適量のシャンパンでグラスを満たすレシピで作った場合、アルコール度数は30度に達する[1]。